# Adriano António Canavarro Crispiniano da Fonseca
Adriano António Canavarro Crispiniano da Fonseca (Marco de Canaveses, Tabuado, 8 de Novembro de 1884 – Porto, Paranhos, 27 de Junho de 1979) foi um advogado, magistrado e político português.

## Família
Filho terceiro de António Augusto Crispiniano da Fonseca (Delgado Leitão) (12 de Dezembro de 1850 - 8 de Fevereiro de 1903), Bacharel em Direito pela Faculdade de Direito da Universidade de Coimbra, Juiz de Direito em várias Comarcas, Senhor da Casa da Carvalheira, em Santa Marinha de Fornos, Marco de Canaveses, e de sua mulher Maria Leopoldina Pereira Carneiro de Sousa Canavarro (Peso da Régua, Peso da Régua - 26 de Abril de 1924).

## Biografia
Licenciado em Direito pela Faculdade de Direito da Universidade de Coimbra, Deputado da Nação, Diretor da Polícia Judiciária de Coimbra, Juiz de Direito em várias Comarcas, Advogado no Marco de Canaveses.
Senhor da Casa da Carvalheira, em Fornos, Marco de Canaveses.

## Casamento e descendência
Casou em Arcos de Valdevez, São Paio, na Capela da Casa do Terreiro, a 14 de Julho de 1919 com Maria Filomena da Silveira Pereira Bravo de Azevedo Portocarrero (Cinfães, Santiago de Piães, Quintã de Antemil, 23 de Janeiro de 1900 - Porto, 6 de Julho de 1980), de quem teve três filhos, o mais novo dos quais pai de José Manuel Canavarro.